# Embia savignii
Embia savignii är en insektsart som beskrevs av John Obadiah Westwood 1837. Embia savignii ingår i släktet Embia och familjen Embiidae. Inga underarter finns listade i Catalogue of Life.